# Gare de Poperinge
La gare de Poperinge (en néerlandais : station Poperinge) est une gare ferroviaire belge, terminus de la ligne 69 de Y Courtrai-Ouest à Poperinge située à proximité du centre de la ville de Poperinge, en Région flamande dans la province de Flandre-Occidentale.
Elle est mise en service en 1854 par la Société des chemins de fer de la Flandre-Occidentale (FO). 
C'est une gare de la Société nationale des chemins de fer belges (SNCB) desservie par des trains InterCity (IC) et Heure de pointe (P). Elle est ouverte au trafic marchandises.

## Situation ferroviaire

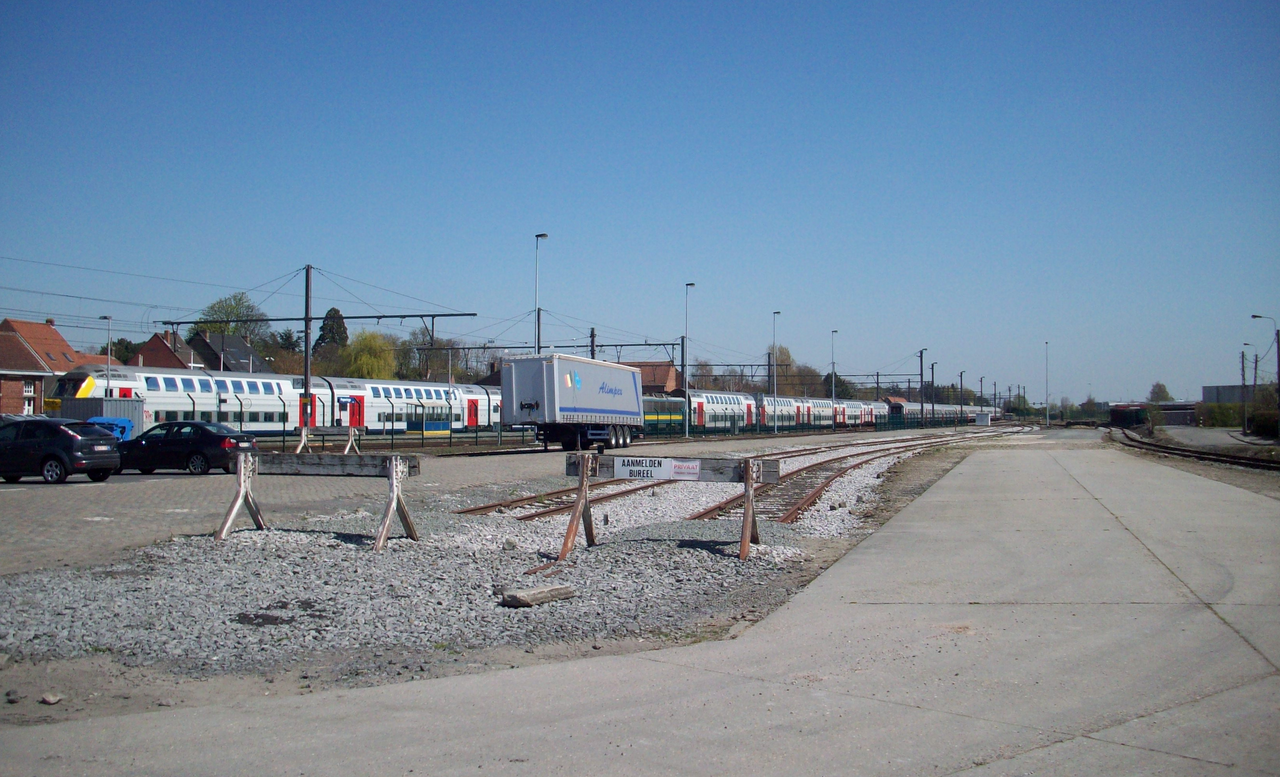
Voies de service

Établie à 21 mètres d'altitude, la gare terminus de Poperinge est située au point kilométrique (PK) 41,970 de la ligne 69 de Y Courtrai-Ouest à Poperinghe, après la gare ouverte d'Ypres. Un tronçon d'environ 200 mètres, électrifié à voie unique de la gare jusqu'au butoir avant la rue du Professeur-Dewulf, rappelle le prolongement de la ligne jusqu'à la gare d'Abeele et la frontière française où elle rejoignait l'ancienne ligne d'Hazebrouck à Boeschepe. C'était une gare de bifurcation, aboutissement de la ligne 76 d'Adinkerke à Poperinghe (hors-service).
C'est également une gare marchandises avec un faisceaux de voies dédiées.

## Histoire
La gare de Poperinghe est mise en service le 20 mars 1854 par la Société des chemins de fer de la Flandre-Occidentale (FO), lorsqu'elle ouvre à l'exploitation la section d'Ypres à Poperinghe de sa ligne de Courtrai à Poperinghe.
Le prolongement vers la gare d'Abeele et la frontière est mis en service le 10 juin 1870. La Compagnie FO met aussi en service le prolongement sur le territoire français jusqu'à la gare d'Hazebrouck.
Les Chemins de fer de l'État belge, future SNCB, rachètent la Compagnie FO en 1907.
Le tronçon de Poperinge à la frontière est fermé au trafic voyageurs le 23 mai 1954 et aux marchandises le 26 septembre 1970, la gare redevenant le terminus de la ligne 69.

## Service des voyageurs

### Accueil
Gare SNCB, elle dispose d'un bâtiment voyageurs, avec guichet, ouvert tous les jours. Elle propose des aménagements, équipements et services pour les personnes à la mobilité réduite (notamment : parking, point d'accueil, quais bas, boucle d'induction et rampe mobile).
Un souterrain permet la traversée des voies et le passage d'un quai à l'autre.

### Desserte
Poperinge est desservie par des trains InterCity (IC) et Heure de pointe (P) de la SNCB, qui effectuent des missions sur la ligne commerciale 69 (Courtrai - Poperinge).
En semaine, comme les week-ends, la gare possède une desserte régulière cadencée à l’heure : des trains IC-04 effectuant le trajet Poperinge - Courtrai - Gand - Saint-Nicolas - Anvers-Central. Quelques trains supplémentaires d'heure de pointe se rajoutent en semaine : deux trains P de Poperinge à Schaerbeek (le matin) ; un train P dans chaque sens entre Poperinge et Courtrai (le matin et une autre paire l’après-midi) ; deux trains P de Schaerbeek à Poperinge (l’après-midi). Le dimanche soir, en période scolaire, un unique train P relie Poperinge à Sint-Joris-Weert (près de Louvain).

Installations et desserte
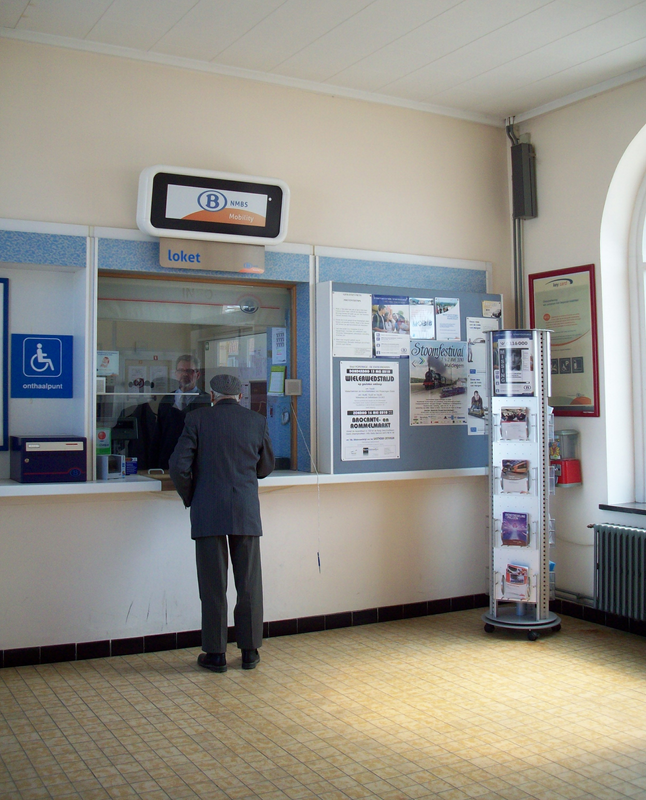
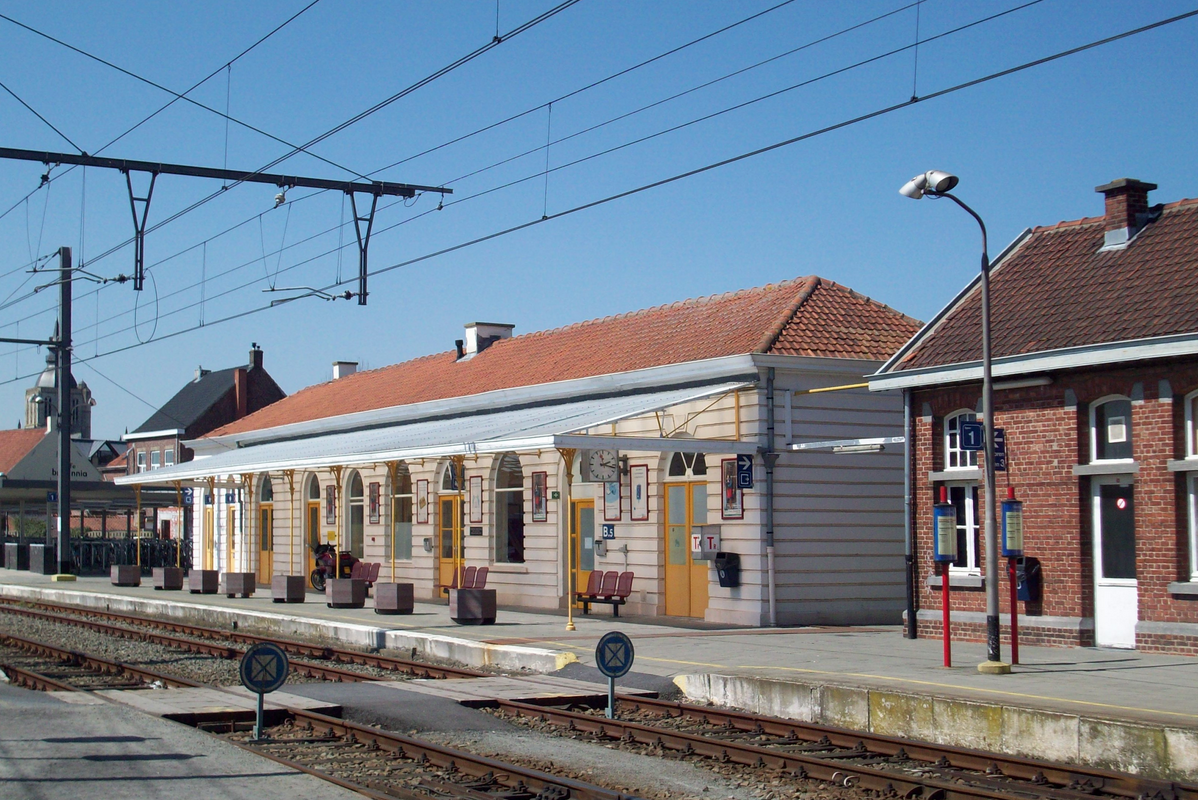
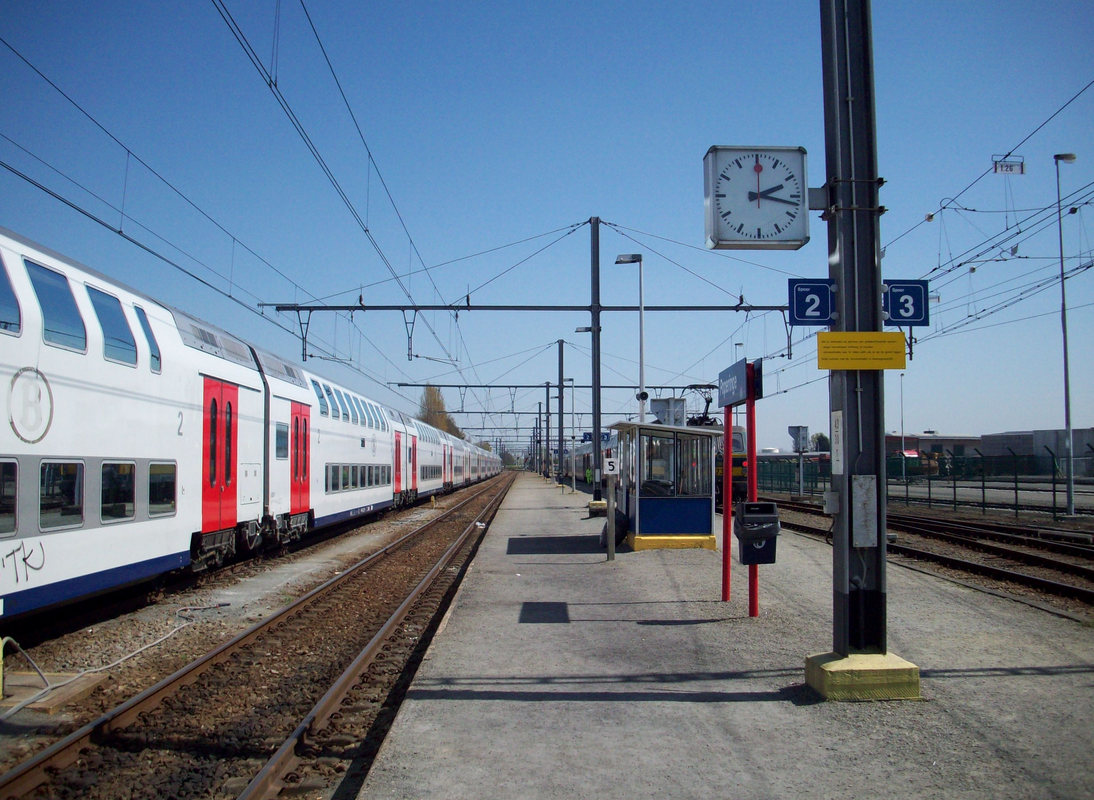

### Intermodalité
Un parc pour les vélos y est aménagé. Un arrêt de bus dessert la gare.

## Comptage voyageurs
Ce graphique et tableau montre le nombre de voyageurs embarquant en moyenne durant la semaine, le samedi et le dimanche.
| Nombre de passagers qui embarquent à la gare de Poperinge | Nombre de passagers qui embarquent à la gare de Poperinge | Nombre de passagers qui embarquent à la gare de Poperinge | Nombre de passagers qui embarquent à la gare de Poperinge |
|                                                           | Semaine                                                   | Samedi                                                    | Dimanche                                                  |
| --------------------------------------------------------- | --------------------------------------------------------- | --------------------------------------------------------- | --------------------------------------------------------- |
| 1977                                                      | 156                                                       | -                                                         | -                                                         |
| 1978                                                      | 162                                                       | -                                                         | -                                                         |
| 1979                                                      | 227                                                       | -                                                         | -                                                         |
| 1980                                                      | 214                                                       | -                                                         | -                                                         |
| 1981                                                      | 255                                                       | -                                                         | -                                                         |
| 1982                                                      | 306                                                       | -                                                         | -                                                         |
| 1983                                                      | 326                                                       | -                                                         | -                                                         |
| 1984                                                      | 407                                                       | 312                                                       | 344                                                       |
| 1985                                                      | 465                                                       | 299                                                       | 320                                                       |
| 1986                                                      | 365                                                       | 156                                                       | 218                                                       |
| 1987                                                      | 412                                                       | 190                                                       | 359                                                       |
| 1988                                                      | 428                                                       | 197                                                       | 462                                                       |
| 1989                                                      | 498                                                       | 205                                                       | 317                                                       |
| 1990                                                      | 431                                                       | 289                                                       | 368                                                       |
| 1991                                                      | 506                                                       | 255                                                       | 435                                                       |
| 1992                                                      | 422                                                       | 215                                                       | 394                                                       |
| 1993                                                      | 481                                                       | 192                                                       | 365                                                       |
| 1994                                                      | 452                                                       | 228                                                       | 456                                                       |
| 1995                                                      | 404                                                       | 187                                                       | 474                                                       |
| 1996                                                      | 470                                                       | 311                                                       | 433                                                       |
| 1997                                                      | 486                                                       | 193                                                       | 382                                                       |
| 1998                                                      | 530                                                       | 160                                                       | 477                                                       |
| 1999                                                      | 372                                                       | 152                                                       | 278                                                       |
| 2000                                                      | 396                                                       | 209                                                       | 480                                                       |
| 2001                                                      | 401                                                       | 122                                                       | 308                                                       |
| 2002                                                      | 366                                                       | 160                                                       | 466                                                       |
| 2003                                                      | 453                                                       | 223                                                       | 424                                                       |
| 2004                                                      | 384                                                       | 164                                                       | 416                                                       |
| 2005                                                      | 467                                                       | 270                                                       | 664                                                       |
| 2006                                                      | 427                                                       | 172                                                       | 366                                                       |
| 2007                                                      | 428                                                       | 204                                                       | 507                                                       |
| 2008                                                      | -                                                         | -                                                         | -                                                         |
| 2009                                                      | 522                                                       | 190                                                       | 419                                                       |
| 2010                                                      | -                                                         | -                                                         | -                                                         |
| 2011                                                      | -                                                         | -                                                         | -                                                         |
| 2012                                                      | 541                                                       | 233                                                       | 504                                                       |
| 2013                                                      | 495                                                       | 240                                                       | 427                                                       |
| 2014                                                      | 539                                                       | 266                                                       | 547                                                       |
| 2015                                                      | 741                                                       | 389                                                       | 552                                                       |
| 2016                                                      | 504                                                       | 393                                                       | 587                                                       |
| 2017                                                      | 516                                                       | 247                                                       | 410                                                       |
| 2018                                                      | 542                                                       | 299                                                       | 625                                                       |
| 2019                                                      | 564                                                       | 309                                                       | 593                                                       |
| 2020                                                      | 450                                                       | 196                                                       | 321                                                       |
| 2021                                                      | -                                                         | -                                                         | -                                                         |
| 2022                                                      | 712                                                       | 359                                                       | 655                                                       |
| 2023                                                      | 768                                                       | 503                                                       | 615                                                       |
| 2024                                                      | 599                                                       | 232                                                       | 278                                                       |

## Service des marchandises
La gare de Poperinge possède des infrastructures et du personnel permettant l'accueil des trains de marchandises.

## Patrimoine ferroviaire
Le bâtiment de la gare, construit en 1855, agrandi au cours du temps en respectant le style d'origine et doté d'un auvent en 1895., est une des rares gares de la Société des chemins de fer de la Flandre-Occidentale à avoir échappé à la démolition, ou à la destruction durant la Première Guerre mondiale. Elle dispose également d'un Bâtiment à usages divers construit, à côté du bâtiment principal, dans les années 1920.

Bâtiments
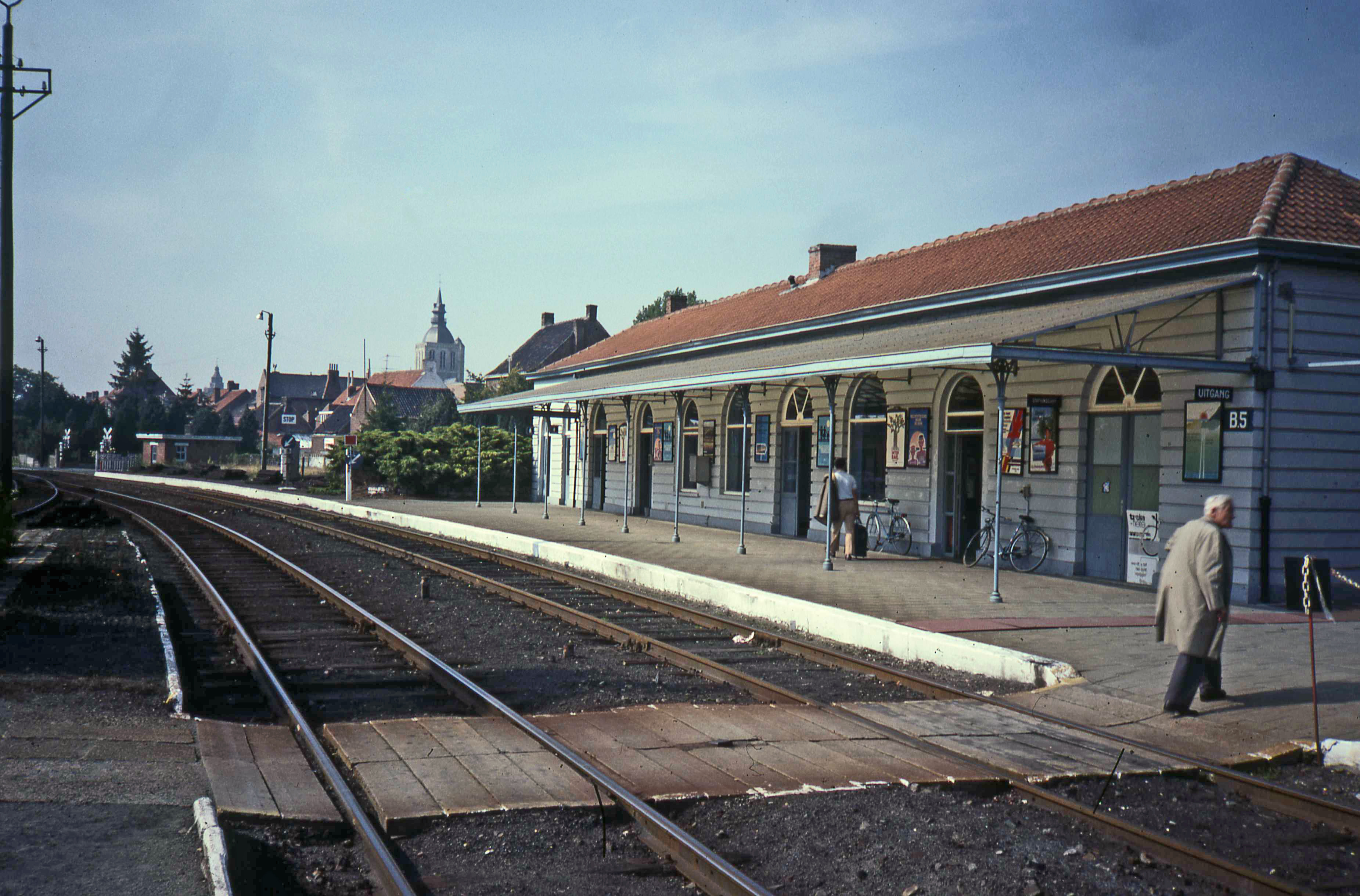
Bât. prinicipal de 1855.
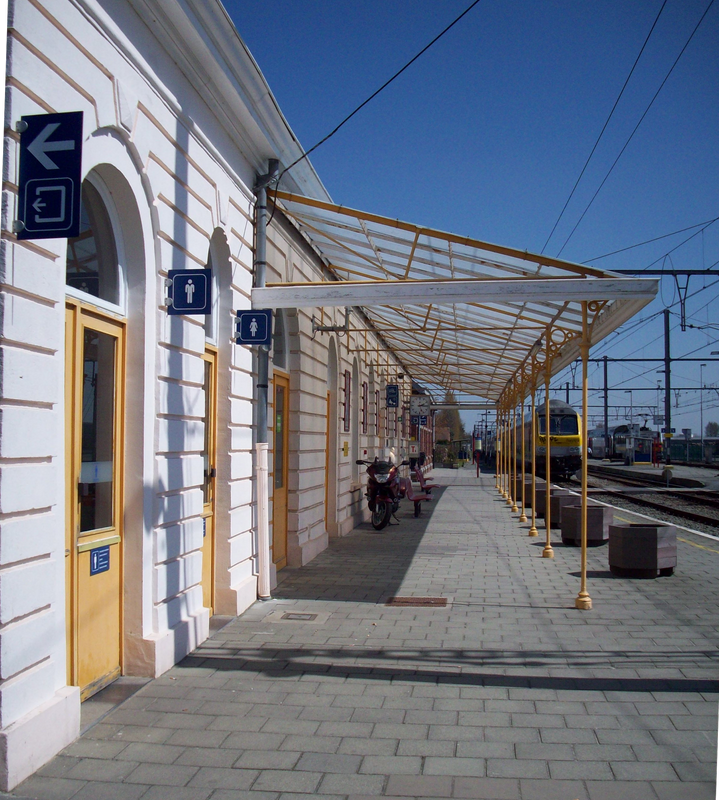
En 2010.
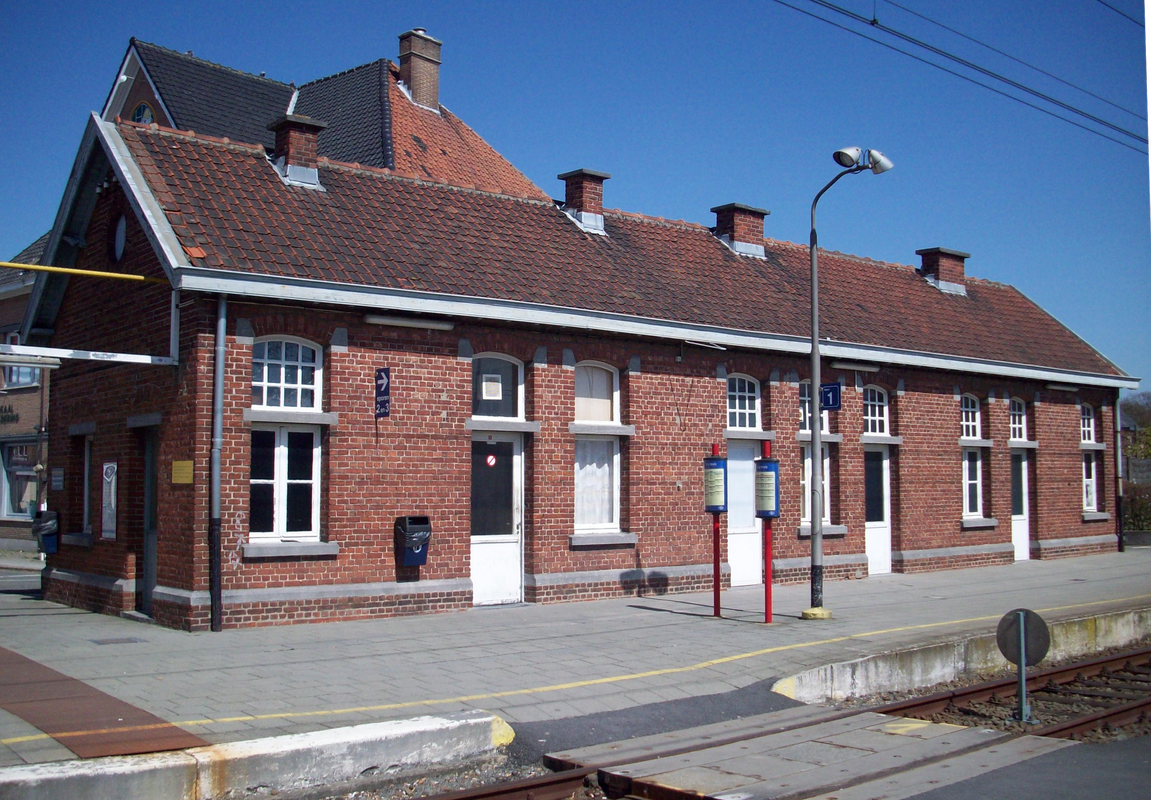
Bât. annexe de 1920.